# Aleuroclava saputarensis
Aleuroclava saputarensis là một loài côn trùng cánh nửa trong họ Aleyrodidae, phân họ Aleyrodinae.
Aleuroclava saputarensis được Sundararaj & David miêu tả khoa học đầu tiên năm 1993.